# Велимир Хлебников
Велимир Хлебников (на руски: Велими́р Хле́бников) е руски поет и писател, представител на футуризма. Известен е със своя ескпериментален език и заумна поезия. Според Роман Якобсон Хлебников е „най-големият световен поет на XX век“ Идеолог е на утопичната идея за Общество на председателите на земното кълбо, чиято цел е да обедини културни дейци от целия свят и да осъществи световна хармония.

## Биография
Роден е на 9 ноември 1885 г. в Малодербетовский улус. Баща му Владимир е учен-орнитолог, а майка му – историк. Още от малък се учи да чете на френски, получава добри познания по история, рисува. През 1898 г. семейството се премества в Казан, където Хлебников завършва гимназия и постъпва в Казанския университет. Един от първите му литературни опити е пиесата „Елена Гордячкина“, която се опитва да издаде в издателството на Максим Горки „Знание“, но неуспешно. Сред ранните влияния на поета са символистите Фьодор Сологуб и Вячеслав Иванов. През 1908 г. постъпва в Санкпетербургския университет поради желанието си да се занимава с литература. В този период е близък с петербургските символисти и е член на Академията на стиха. Творчеството на Хлебников обаче не се възприема възторжено от кръга и стиховете му не биват отпечатани в списанието на кръга „Аполон“.
През 1910 г. Хлебников, Давид Бурлюк и Василий Каменский основават групата на будетяните, носеща още името „Гилея“. Повлияна от футуристичните идеи на Филипо Маринети групата печата два съвместни сборника под названието „Градинката на съдиите“. Валерий Брюсов определя поезията на будетяните като провокационна, имаща за цел да „порази читателя и да раздразни критиците“
През 1912 г. излиза първата самостоятелна публикация на Хлебников „Учител и ученик“, а същата година са отпечатани негови съвместни поеми с Алексей Кручоних „Игра в ада“ и „Святоткрая“. В края на годината заедно с Владимир Маяковски, Бурлюк и Кручонних съставят манифеста на руските футуристи, отпечатан в сборника „Плесница за обществения вкус“. През 1913 г. излиза книгата му „Рев“, а през 1914 г. Давид Бурлюк издава подбрано от Хлебников. По това време обаче Гилея се разпада.
По време на Първата световна война изучава законите на времето в опит да предрече края на конфликта. От този период са творенията му „Битки“ (1915 – 1917), „Ново учение за войната“ (1915) и „Времето – мярка за света“ (1916). В периода 1916 – 1917 е мобилизиран в армията, но успява да прекрати службата си благодарение на познат лекар. След Октомврийската революция се премества в Астрахан, където заедно с Рюрик Ивнев са в центъра на културния живот в града.
В началото на 1919 г. живее закратко в Харков, където пише поемата „Нощ в окопа“, издадена по-късно с помощта на Сергей Есенин. Следващата година в Ростов на Дон е поставена пиесата му „Грешка на смъртта“, а утопичната поема „Ладомир“ е издадена.
Умира на 28 юни 1922 г. Сред последните му творби са повестта „Зангези“ и книгата „Дъските на съдбата“.

### Книги, издадени приживе
- Учитель и ученик. – Херсон, 1912
- Творения. – М., 1914
- Ладомир. – Харьков, 1920
- Зангези. / Обл. П. Митурича. – М., 1922

### На български език
- Творения – изд. „Факел експрес“, София, 2021[7]